# Дрест VI
Дрест VI (умер в 677) — король пиктов в 662—671 годах.

## Биография
Дрест VI сменил на троне Гартнарта IV после его смерти в 662 году. «Хроника пиктов» сообщает о шести или семи годах его правления. Дрест VI напал на Нортумбрию в 671 году, но был разбит в сражении у двух рек Эгфритом и Беорнхетом. После этого поражения, согласно «Анналам Ульстера» и «Анналам Тигернаха», его свергнул Бруде III. Дрест умер в 677 году.